# Arthur William Rogers
Arthur William Rogers  (Bishop's Hull, perto de Taunton, Somerset, 5 de junho de 1872 — 23 de junho de 1946) foi um naturalista e geólogo britânico.
Foi laureado com a medalha Bigsby de 1907 e com a medalha Wollaston de 1931, ambas pela Sociedade Geológica de Londres.